# Campionat del món d'handbol masculí de 1954
El II Campionat del món d'handbol masculí se celebrà a Suècia entre el 13 i el 17 de febrer del 1954 sota l'organització de la Federació Internacional d'Handbol (IHF) i la Federació Sueca d'Handbol.
Suècia va superar 17 a 14 a Alemanya en la final, mentre Txecoslovàquia guanyà la medalla de bronze en imposar-se clarament a Suïssa.

## Primera fase

### Grup A
| Equip          | Pts | PJ | PG | PE | PP | GF | GC | DIF |
| -------------- | --- | -- | -- | -- | -- | -- | -- | --- |
| Suècia         | 4   | 2  | 2  | 0  | 0  | 47 | 22 | +25 |
| Txecoslovàquia | 2   | 2  | 1  | 0  | 1  | 20 | 36 | -16 |
| Dinamarca      | 0   | 2  | 0  | 0  | 2  | 15 | 34 | -19 |

- Resultats del grup A

| Data        | Partit         | Partit | Partit         | Resultat |
| ----------- | -------------- | ------ | -------------- | -------- |
| 13 de gener | Suècia         | -      | Dinamarca      | 16-8     |
| 14 de gener | Txecoslovàquia | -      | Dinamarca      | 18-13    |
| 15 de gener | Suècia         | -      | Txecoslovàquia | 23-14    |

### Grup B
| Equip    | Pts | PJ | PG | PE | PP | GF | GC | DIF |
| -------- | --- | -- | -- | -- | -- | -- | -- | --- |
| Alemanya | 4   | 2  | 2  | 0  | 0  | 47 | 13 | +34 |
| Suïssa   | 1   | 2  | 0  | 1  | 1  | 20 | 31 | -11 |
| França   | 1   | 2  | 0  | 1  | 1  | 15 | 38 | -23 |

- Resultats del grup B

| Data        | Partit   | Partit | Partit | Resultat |
| ----------- | -------- | ------ | ------ | -------- |
| 13 de gener | Alemanya | -      | França | 27-4     |
| 14 de gener | França   | -      | Suïssa | 11-11    |
| 15 de gener | Alemanya | -      | Suïssa | 20-9     |

## Segona fase

### Cinquè lloc
| 16 de gener |       |        |     |
| Dinamarca   | 23-11 | França | ??? |

### Tercer lloc
| 16 de gener    |       |        |     |
| Txecoslovàquia | 24-11 | Suïssa | ??? |

### Final
| 17 de gener |       |          |     |
| Suècia      | 17-14 | Alemanya | ??? |

## Classificació final
| Pos.   | Equip          | P. | G | E | P | Gols  | Dif. |
| ------ | -------------- | -- | - | - | - | ----- | ---- |
| Or     | Suècia         | 3  | 3 | 0 | 0 | 56:36 | +020 |
| Plata  | RFA            | 3  | 2 | 0 | 1 | 61:30 | +031 |
| Bronze | Txecoslovàquia | 3  | 2 | 0 | 1 | 56:47 | +0 9 |
| 04.    | Suïssa         | 3  | 0 | 1 | 2 | 31:55 | -024 |
| 05.    | Dinamarca      | 3  | 1 | 0 | 2 | 44:45 | -0 1 |
| 06.    | França         | 3  | 0 | 1 | 2 | 26:61 | -035 |

## Medallistes
| Or | Argent | Bronze |
| Suècia | RFA | Txecoslovàquia |
| Gunnar Brusberg Roland Mattsson Sten Åkerstedt Rolf Almqvist Kjell Jönsson Per-Olof Larsson Rune Lindqvist Åke Moberg Hans Olsson Bertil Rönndahl Ewerth Sjunnesson Carl-Erik Stockenberg Rolf Zachrisson | Harry Kamm Fredi Pankonin Markus Bernhard Heinrich Dahlinger Adolf Giele Karl Hebel Horst Käsler Bernhard Kempa Otto Maychrzak Herbert Podolske Wolfgang Schütze Hinrich Schwenker Werner Vick | Miloš Bačák Miroslav Baumruk Karel Čermák Jiří Klemm Jiří Korbel Bedřich König Alois Navrátil Vladimír Nykl Zdeněk Pešl Dušan Ruža Oldřich Spáčil Josef Trojan Jiří Vícha |
| Curt Wadmark (Entrenador) | Fritz Fromm (Entrenador) | Jan Voreth (Entrenador) |